# Rosettgelélav
Rosettgelélav (Collema fragrans) är en lavart som först beskrevs av James Edward Smith, och fick sitt nu gällande namn av Erik Acharius. Rosettgelélav ingår i släktet Collema och familjen Collemataceae.  Arten är reproducerande i Sverige. Inga underarter finns listade i Catalogue of Life.